# Richlite
El Richlite es un material compuesto por celulosa y resina fenólica producida por la compañía Richlite. Al igual que otros compuesto de celulosa/resina fenólica es un material denso fabricado a partir de papel parcialmente reciclado y resina fenólica. El papel se impregna en la resina, posteriormente se moldea y hornea.
Comercializado originalmente, en los años 50, como superficie para cocinas, su uso se ha adaptado en los últimos años para la fabricación de skateparks así como para otras múltiples aplicaciones, tales como encimeras, mostradores o diapasones de guitarras.

## Composición
El Richlite está compuesto de fibra de celulosa y resina fenólica (un tipo de polímero) que se combinan y hornean produciendo una superficie regular y resistencia.  Las fibras naturales se obtienen a partir de plantas, animales y minerales.

Estructura atómica de una hebra de celulosa

## Producción
1. La celulosa extraída de la pulpa del árbol es convertida en grandes rollos de papel.
2. El papel es bañado en resina fenol-formaldehído y es introducido en cámaras caloríficas donde es secado antes de volver a ser enrollado.
3. A continuación cientos de estas hojas de papel son colocadas unas encima de otras, y con la ayuda de moldes se comprimen hasta hacer una pieza compacta.

Debido a las propiedades termoestables de la resina el resultado es un material resistente.

## Propiedades
Resistencia a temperaturas de hasta 180 °C